# Guatteria paludosa
Guatteria paludosa este o specie de plante angiosperme din genul Guatteria, familia Annonaceae, descrisă de Robert Elias Fries. Conform Catalogue of Life specia Guatteria paludosa nu are subspecii cunoscute.